# 沃爾納 (普里阿佐夫西克區)
46°40′2″N 35°29′11″E / 46.66722°N 35.48639°E
沃爾納（烏克蘭語：Волна）是位於烏克蘭東南部的村莊，由扎波羅熱州梅利托波爾區的亞歷山德里夫卡市鎮負責管轄。該村始建於1861年，面積0.42平方公里，海拔高度19米，2001年人口87，人口密度每平方公里207.1人。